# Atylus levidensus
Atylus levidensus är en kräftdjursart som beskrevs av J. L. Barnard. Atylus levidensus ingår i släktet Atylus och familjen Dexaminidae. Inga underarter finns listade i Catalogue of Life.